# François-Marie Penguilly L'Haridon
François-Marie, baron Penguilly-L’Haridon a été anobli en 1830 et porte ce titre après avoir fait ériger en majorat les terres du Moros (Finistère). Commissaire des Guerres de la Vieille Garde impériale, il devient par la suite Sous-Intendant à Lorient. Il est le père du peintre Octave Penguilly L’Haridon.

## Biographie
Né à Quimper le 8 juillet 1783, François-Marie-Pierre-Louis est le fils de Marie-Jeanne Charpentier et de maître Pierre-Yves Penguilly L’Haridon, juge au tribunal de première instance (1805-1826) et ancien maire de la ville de Quimper (1794-1795).
Etudiant en droit en l'an XII (1804), alors âgé de 21 ans, il déclare un an plus tard quitter Quimper et établir son domicile à Melgven le 3 vendémiaire an XIV (25 septembre 1805). Il devient notaire, à la suite de son père.
Le 3 février 1808, il épouse à Paris, Louise-Marie Labiche. Ensemble, ils ont 3 enfants : Marie-Eléonore née vers 1810 à Cologne, Octavien (Octave) né le 4 avril 1811 à Paris et Antoine-Louis né en 1814 à Paris.

## L'ajout de Penguilly à son nom L'Haridon
Son arrière-grand-père, Jan-Baptiste L’Haridon (1661-), sénéchal en Bretagne, est Sieur de Penguilly. En 1682, Lors de la réformation du domaine royal, le dénombrement des terres mentionne le fief de Penguilly (à Pleyben) "appartenant aux héritiers de maître Guillaume L’Haridon", père dudit Jan-Baptiste.
Ledit Guillaume L’Haridon était notaire royal de Châteaulin, du Faou et de Trésiguidy (1652-1675).
Son grand-père, Vincent-Marie L’Haridon (1703-1749), fils dudit Jan-Baptiste, est aussi appelé "Sieur de Penguilly". Il était procureur au présidial de Quimper.
Son père, Pierre-Yves (1749-1826), porte uniquement le nom L’Haridon sur son acte de baptême (1749) mais sur son acte de mariage (1782), et sur l’acte de baptême de son fils (François-Marie-Pierre-Louis), il signe Penguilly L’Haridon.
En 1829, la chambre civile du tribunal de première instance de Quimper, "dit que c’est par erreur que dans l’acte de naissance du sieur François-Marie-Pierre-Louis L’Haridon, dressé à Quimper, le 9 juillet 1783, le nom Penguilly n’a pas été inséré avant celui L’Haridon, et la rectifiant, déclare que le demandeur désigné dans ledit acte est bien François-Marie-Pierre-Louis Penguilly L’Haridon".

## Commissaire des guerres
Intégrant l’armée napoléonienne, il est tout d’abord sous-chef à l'administration des contributions indirectes, avant d’être nommé, le 12 mars 1812, adjoint aux commissaires des guerres employé près la division de la Vieille Garde.
Il participe à 4 campagnes : Moscou (1812), Dresde (1813), France (1814) et Waterloo (1815). Le 5 janvier 1815, il devient commissaire des guerres de la Vieille Garde impériale.
En 1817, Louis XVIII supprime le corps des commissaires des guerres et crée celui de l’intendance militaire, constituée uniquement d’officiers.

## Sous-Intendant militaire
François-Marie-Pierre-Louis Penguilly L’Haridon, est admis sous-intendant, il rejoint provisoirement le corps auxiliaire (1821-1822) avant de prendre poste durablement à Lorient (1823-1838).
Dans l’état-major de sa division, la 13ème, il prend rang immédiatement après les colonels. Il est assimilé, dans la hiérarchie militaire, au grade de lieutenant-colonel.
En 1839, il fait valoir ses droits à la retraite, après 31 ans de services effectifs.

## Décorations
Le 29 octobre 1828, il est fait chevalier dans l’ordre royal de la Légion d’Honneur, par le roi de France, Charles X.
Le 2 août 1860, par décret de l’empereur Napoléon III, il est promu officier dans l’ordre impérial de la Légion d’Honneur.

## Anobli en 1830, il devient Baron

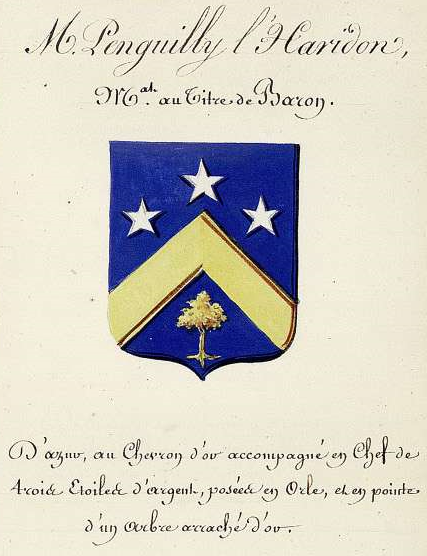
Registre des armoiries peintes, Blason du Baron Penguilly L'Haridon

Le 26 août 1829, il est décoré par ordonnance du titre de Noble. "En conséquence, et en vertu de cette ordonnance le Sieur Penguilly L’Haridon désirant profiter de la faveur à lui accordée, s’est retiré par-devant notre Garde des Sceaux, Ministre et Secrétaire d’Etat au Département de la Justice, à l’effet d’obtenir nos Lettres patentes nécessaires pour jouir de son titre et en faire jouir ses descendants".
Le 10 avril 1830, par lettres patentes signées du roi de France, Charles X, il est anobli lui et "ses enfants, postérité et descendants" et choisit de porter des armoiries "d’azur, au chevron d’or, accompagné en chef de trois étoiles d’argent, posées en orle ; et en pointe, d’un arbre arraché d’or".
Conformément à la volonté de son père, qui avait acquis pour lui, en 1822, le Grand-Moros et lui avait légué une "fortune territoriale fort importante" (valeur estimée à plus de 800 000 francs), il achète en 1829 le Petit-Moros et fait ériger en majorat l’ensemble de ces terres, situées dans la commune de Lanriec, canton de Concarneau, arrondissement de Quimper.
Par l’ordonnance du 26 août 1829, il est autorisé à fonder dans sa famille un majorat. Celui-ci est érigé, avec titre de baron, le 16 avril 1830, par lettres patentes signées du roi de France, Charles X.
Le 3 mai 1830, il se présente devant la première chambre de la cour royale de Rennes, pour y faire enregistrer les lettres-patentes et prête serment en qualité de baron.

## Une retraite mêlant plaisirs et déconvenues
Après le décès en 1840 de son épouse Louise-Marie Labiche, il se marie en secondes noces, en 1844 à Paris, avec Sophie Hamon. "Il avait alors 61 ans, sa nouvelle épouse en avait 30. Il était baron, elle était simple ouvrière".
Ensemble, ils ont une fille Marie, née en 1845.
Au bout d’un an de mariage, elle obtient la séparation judiciaire motivée sur l’inconduite de son mari, puis se retire en province avec son enfant, avec une pension de 2 100 francs.

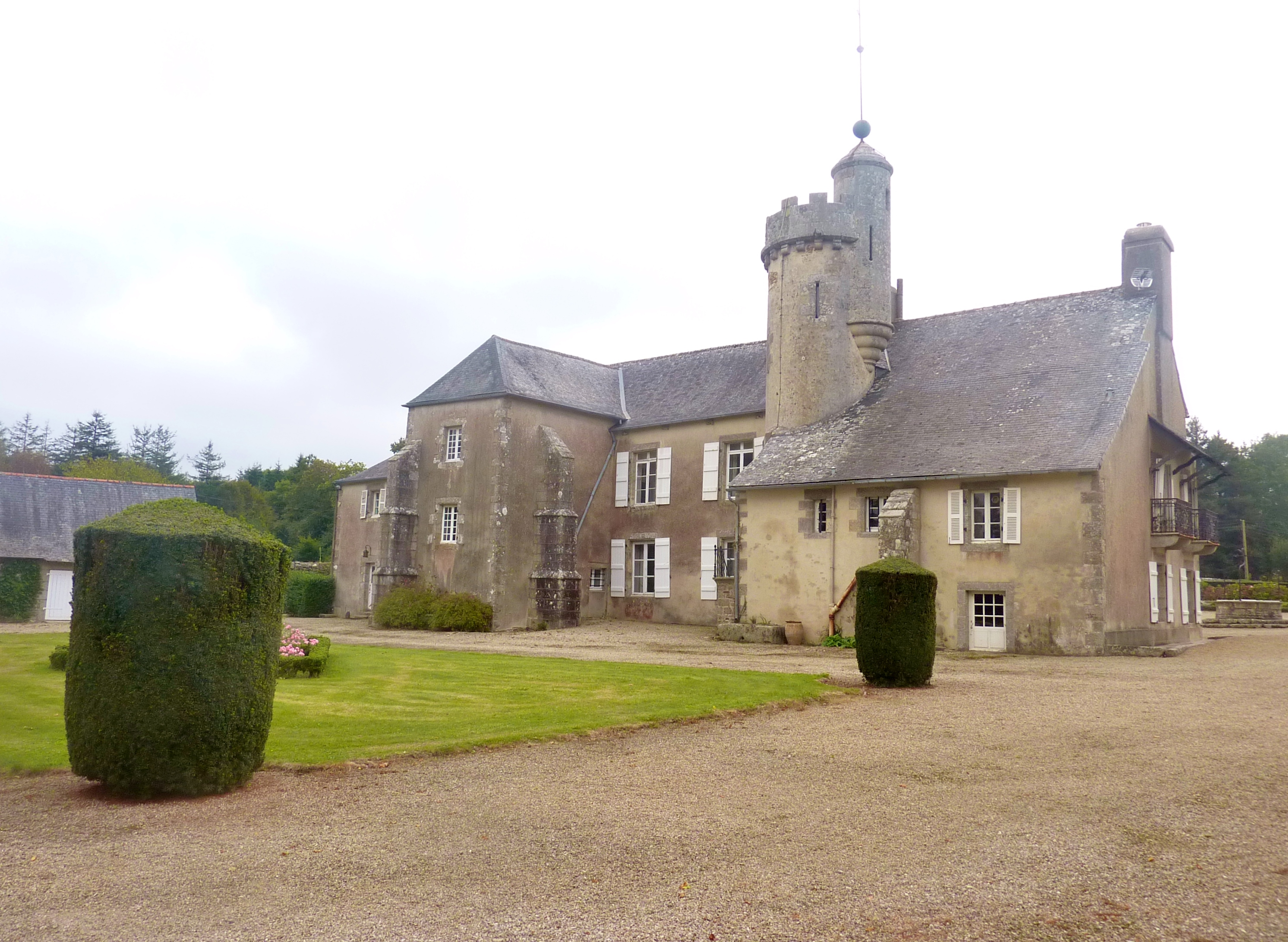
Manoir du Moros

Le règlement de la succession de sa première femme ainsi que la gestion de sa fortune soulèvent de vifs désaccords avec ses enfants.
Lui reprochant sa prodigalité et de dilapider le patrimoine de la famille, son fils Octave, et sa fille Marie-Eléonore (Mme Denain), échouent à lui imposer un conseil judiciaire.
Lorsque le baron Penguilly L’Haridon demande la levée de l’hypothèque et la libre disposition des terres du Moros, ses enfants s’y opposent.
Finalement les tribunaux lui donnent gain de cause et en 1855, son fils Octave se plie au jugement rendu, en signant un acte d’acquiescement.
D’une valeur estimée à 254 000 francs, le domaine du Moros est vendu, achevant ainsi la cession de l’ensemble des biens hérités de son père.
Le baron Penguilly L’Haridon goûte aux plaisirs de la vie et ne ménage pas sa dépense.
Dans le Journal des Goncourt, une soirée de 1858 avec le baron est ainsi relaté : "Il y a parmi les convives un dur à cuire de 76 ans, qui en paraît 40, et qui est en pantalon blanc, en redingote de lasting, en chaussettes de soie dans de fins escarpins. Un homme qui a fait sa carrière dans les intendances de Napoléon Ier, et qui, depuis rallié aux Bourbons et mêlé à de grands événements, et devenu le familier de nombre de personnages, est tout plein d’anecdotes donnant un relief aux faits historiques".
Edmond de Goncourt et Jules de Goncourt, Journal des Goncourt : Mémoires de la vie littéraire, t. Tome premier : 1851-1861, Paris, Bibliothèque-Charpentier, 1891 (8e mille) (lire sur Wikisource), « Année 1858 », p. 252-253
Il meurt le 12 octobre 1867, à l’âge de 84 ans, à son domicile (390, rue Saint-Honoré à Paris).